# Ric Roland
Ric Roland (Ric Hochet) è un personaggio immaginario protagonista di una omonima serie a fumetti ideata nel 1955 da André-Paul Duchâteau e dal disegnatore Gilbert Gascard, in arte Tibet, ed esordito sulla rivista Tintin. Dopo la scomparsa di Tibet (2010) il personaggio è stato preso in mano da Zidrou (sceneggiatore) e S. Van Liemt (disegnatore).

## Caratterizzazione del personaggio
Ric Roland è un giornalista del quotidiano di Parigi "La Rafale", che nutre anche una grande passione per l'investigazione e gli enigmi. Per questo motivo, aiuterà molto spesso il commissario, nonché amico, Bourdon. La bella nipote di Bourdon, Nadine, è la ragazza di Ric.

## Storia editoriale
Ha esordito nel 1955 sulla rivista Journal de Tintin e in volume nel 1963 pubblicato dall'editore Le Lombard; fino al 2010 sono stati editi 78 volumi.
In Italia venne pubblicato dapprima sui Classici Audacia e quindi sugli Albi Ardimento, oltre a delle pubblicazioni saltuarie sul Corriere dei Piccoli e il Messaggero dei Ragazzi.
Nel 2014 e 2015 sono stati pubblicati 49 fascicoli brossurati, a colori, allegati alla Gazzetta dello Sport.
Nel 2019 la casa editrice "Nona Arte" ha pubblicato una collana di 4 volumi delle avventure di Ric Roland con i nuovi autori sotto il titolo "Nuove inchieste di Ric Roland".